# Unterseeboot 706
L'Unterseeboot 706 ou U-706 est un sous-marin allemand (U-Boot) de type VIIC utilisé par la Kriegsmarine pendant la Seconde Guerre mondiale.
Le sous-marin fut commandé le 9 octobre 1939 à Hambourg (H. C. Stülcken Sohn), sa quille fut posée le 22 novembre 1940, il fut lancé le 24 novembre 1941 et mis en service le 16 mars 1942, sous le commandement du Kapitänleutnant Alexander von Zitzewitz. 
Il fut coulé en août 1943 dans l'Atlantique Nord par l'Aviation américaine et canadienne.

## Conception
Unterseeboot type VII, l'U-706 avait un déplacement de 769 tonnes en surface et 871 tonnes en plongée. Il avait une longueur totale de 67,10 m, un maître-bau de 6,20 m, une hauteur de 9,60 m et un tirant d'eau de 4,74 m. Le sous-marin était propulsé par deux hélices de 1,23 m, deux moteurs diesel Germaniawerft M6V 40/46 de 6 cylindres en ligne de 1 400 cv à 470 tr/min, produisant un total de 2 060 à 2 350 kW en surface et de deux moteurs électriques Garbe, Lahmeyer & Co. RP 137/c de 375 cv à 295 tr/min, produisant un total 550 kW, en plongée. Le sous-marin avait une vitesse en surface de 17,7 nœuds (32,8 km/h) et une vitesse de 7,6 nœuds (14,1 km/h) en plongée. Immergé, il avait un rayon d'action de 80 milles marins (150 km) à 4 nœuds (7,4 km/h; 4,6 milles par heure) et pouvait atteindre une profondeur de 230 m. En surface son rayon d'action était de 8 500 milles nautiques (soit 15 700 km) à 10 nœuds (19 km/h).
L'U-706 était équipé de cinq tubes lance-torpilles de 53,3 cm (quatre montés à l'avant et un à l'arrière) qui contenait quatorze torpilles. Il était équipé d'un canon de 8,8 cm SK C/35 (220 coups) et d'un canon antiaérien de 20 mm Flak. Il pouvait transporter 26 mines TMA ou 39 mines TMB. Son équipage comprenait 4 officiers et 40 à 56 sous-mariniers.

## Historique
Il passe sa période d'entraînement initial dans la 5. Unterseebootsflottille jusqu'au 30 septembre 1942, puis il rejoint son unité de combat dans la 3. Unterseebootsflottille.
Il quitte Kiel pour sa première patrouille sous les ordres du Kapitänleutnant Horst Kessler le 22 septembre 1942. Il navigue en zone GIUK puis fait route vers le sud, dans l'Atlantique. Le 12 octobre, il envoie par le fond un navire marchand britannique de 4 265 tonneaux au nord-ouest de l'Irlande. Le 27 octobre 1942, trois hommes d'équipage sont passés par-dessus bord au cours d'une tempête, deux sont morts et le troisième a été secouru par l'U-463.
Il reprend la mer par sa deuxième patrouille, du 8 décembre 1942 au 13 février 1943, soit 68 jours en mer, jusqu'au large de Terre-Neuve-et-Labrador. Lors de son retour, il passe au large des côtes portugaises.
Lors decsa troisième patrouille, du 15 mars au 11 mai 1943, soit 58 jours en mer, il coule deux cargos britannique pour un total de 14 385 tonneaux. Il navigue au large du Groenland et de Terre-Neuve.
Le 4 juillet 1943 , l'U-706 fait une sortie en mer pour cinq jours.
Partant pour sa cinquième patrouille le 26 juillet 1943, l'U-706 rencontre une panne qui l'oblige à retourner à La Rochelle le 27 juillet, après deux jours en mer.
Il poursuit sa cinquième patrouille, le 29 juillet 1943.
Cinq jours plus tard, le 2 août 1943, alors qu'il quitte le Golfe de Gascogne, l'U-706 est attaqué par des charges de profondeur larguées d'un Hampden canadien. Gravement endommagé, il est envoyé par le fond par un Liberator américain du 4 Sqdn, à la position 46° 15′ N, 10° 25′ O.
42 des 46 membres d'équipage meurent dans cette attaque.

## Affectations
- 5. Unterseebootsflottille du 16 mars 1942 au 30 septembre 1942 (Période de formation).
- 3. Unterseebootsflottille du 1er octobre 1942 au 2 août 1943 (Unité combattante).

## Commandement
- Korvettenkapitän Alexander von Zitzewitz du 16 mars 1942 au 2 août 1943.

## Patrouilles
|       | Commandant                     | Départ            | Départ     | Arrivée         | Arrivée    | Jours     | Succès   |
| ----- | ------------------------------ | ----------------- | ---------- | --------------- | ---------- | --------- | -------- |
| 1     | Kptlt. Alexander von Zitzewitz | 22 septembre 1942 | Kiel       | 7 novembre 1942 | La Pallice | 47 jours  | 4 265    |
| 2     | Kptlt. Alexander von Zitzewitz | 8 décembre 1942   | La Pallice | 13 février 1943 | La Pallice | 68 jours  |          |
| 3     | Kptlt. Alexander von Zitzewitz | 15 mars 1943      | La Pallice | 11 mai 1943     | La Pallice | 58 jours  | 14 385   |
| 4     | Kptlt. Alexander von Zitzewitz | 4 juillet 1943    | La Pallice | 8 juillet 1943  | La Pallice | 5 jours   |          |
| 5     | Kptlt. Alexander von Zitzewitz | 26 juillet 1943   | La Pallice | 27 juillet 1943 | La Pallice | 2 jours   |          |
| L     | Kptlt. Alexander von Zitzewitz | 29 juillet 1943   | La Pallice | 2 août 1943     | Coulé      | 5 jours   |          |
| Total | Total                          | Total             | Total      | Total           | Total      | 185 jours | 18 650 t |

Notes : Kptlt. = Kapitänleutnant

### Opérations Wolfpack
L'U-706 opéra avec les Wolfpacks (meute de loups) durant sa carrière opérationnelle :
- Luchs (1er-6 octobre 1942)
- Panther (6-20 octobre 1942)
- Südwärts (24-26 octobre 1942)
- Falke (28 décembre 1942 – 4 janvier 1943)
- Jaguar (18-31 janvier 1943)
- Seeteufel (23-30 mars 1943)
- Löwenherz (1-10 avril 1943)
- Lerche (10-16 avril 1943)
- Meise (16-22 avril 1943)
- Specht (22 avril – 4 mai 1943)

## Navires coulés
L'U-706 coula 3 navires marchands totalisant 18 650 tonneaux au cours des 5 patrouilles (185 jours en mer) qu'il effectua.
| Date            | Nom            | Nationalité | Tonnage | Convoi  | Fait  | Localisation         |
| --------------- | -------------- | ----------- | ------- | ------- | ----- | -------------------- |
| 12 octobre 1942 | Stornest       | Royaume-Uni | 4 265   | ONS-136 | Coulé | 54° 25′ N, 27° 42′ O |
| 5 avril 1943    | British Ardour | Royaume-Uni | 7 124   | HX-231  | Coulé | 58° 08′ N, 34° 04′ O |
| 12 avril 1943   | Fresno City    | Royaume-Uni | 7 261   | HX-232  | Coulé | 54° 15′ N, 30° 00′ O |